# Gars am Inn
Gars am Inn (amtlich Gars a.Inn) ist ein Markt im oberbayerischen Landkreis Mühldorf am Inn und Sitz der Verwaltungsgemeinschaft Gars am Inn.

## Etymologie
Die älteste Namensform, mit der der Ort überliefert ist, stammt aus dem 8. Jahrhundert n. Chr. und lautet Garoz. Spätere Nennungen lauten Karoz bzw. Caroz (807), Garazze (881), Garozze (930) und Gariza (frühes 12. Jh.). Zu dieser Zeit schwindet wohl bereits der Vokal der zweiten Silbe, was sich in den Schreibvarianten Garza und Garsa spiegelt. Ab Mitte des 12. Jahrhunderts sind darüber hinaus die Bezeichnungen Garze und Garz dokumentiert. Die heutige Schreibung Gars ist erstmals im Jahr 1285 belegt.
Die heute ebenso noch gebräuchliche mundartliche Aussprache „Gasch“ [gɑʃ] kommt erstmals durch die Schreibung Garsch (1557) zum Ausdruck.
Der Siedlungsname ist keltischen Ursprungs und geht auf das vorkeltische Substantiv *gʰorotos ('eingezäunter Ort') zurück. Damit muss die Siedlung wesentlich älter sein als ihre erste schriftliche Erwähnung. Eine genauere Datierung der Ortsgründung oder -benennung ist allerdings schwierig, da Zeugnisse aus keltischer Zeit fehlen. Als relativ gesichert kann gelten, dass der Name der hochdeutschen Lautverschiebung unterlag, weshalb er bereits ins Urgermanische entlehnt worden sein musste, das die wohl ab dem 5. Jahrhundert zugewanderten germanischen Siedler noch sprachen. Dem Namen der vorkeltischen Stufe liegt urindogermanisch *gʰortos ('Gehege', 'Garten') zugrunde, aus dem sich auch das neuhochdeutsche Garten entwickelte.

## Geschichte

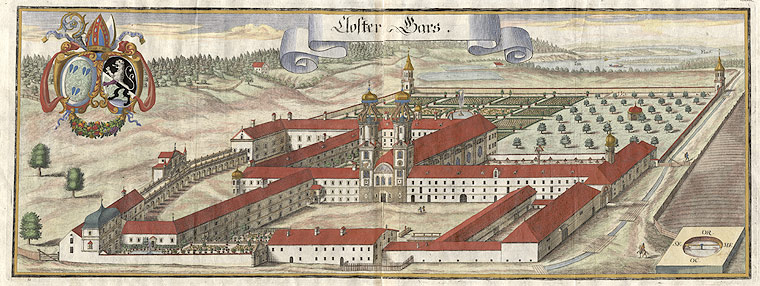
Michael Wening: Kloster Gars, Anfang 18. Jh.

### Bis zur Gemeindegründung
Gars wurde im Jahr 764 erstmals erwähnt. Das Kloster Gars wurde durch Herzog Tassilo III. von Bayern 768 als „Cella Garoz“ gegründet. Gars am Inn unterstand der Landesherrschaft des Fürsterzbistums Salzburg und hatte schon im 12. Jahrhundert Marktrechte. Der Ort war eine geschlossene Hofmark innerhalb eines Etters. Die hohe Gerichtsbarkeit lag jedoch beim Kurfürstentum Bayern. 1803 kam der Markt im Zuge der Säkularisation in Bayern zum späteren Königreich Bayern. Im Zuge der Verwaltungsreformen in Bayern entstand mit dem Gemeindeedikt von 1818 die heutige Gemeinde.

### 19. Jahrhundert
Mit der Eröffnung der Bahnstrecke Rosenheim–Mühldorf erhielt Gars am 1. Mai 1876 Anschluss an das Eisenbahnnetz. Während der Ort Gars nördlich des Inns liegt, entstanden Bahnstrecke und Bahnhof südlich des Inns. Um den somit südöstlich außerhalb des Ortes Gars gelegenen Bahnhof entstand der Gemeindeteil Gars Bahnhof.

### Eingemeindungen
Bis zu dessen Auflösung 1972 gehörten alle Gemeindeteile zum Landkreis Wasserburg am Inn. Die Gemeinde Gars am Inn bestand nur aus dem Hauptort ohne das Kloster. Am 1. Januar 1967 schloss sie sich mit der Gemeinde Klostergars (ab dem 9. März 1956 der neue Gemeindename für Stadel) zum neuen Markt Gars am Inn zusammen. In diese wurden mit Wirkung vom 1. April 1971 die Gemeinden Au am Inn, Lengmoos und Mittergars eingegliedert.

### Einwohnerentwicklung
Zwischen 1988 und 2018 wuchs der Markt von 3578 auf 3932 Einwohner bzw. um 9,9 %.
- 1961: 3618 Einwohner
- 1970: 3835 Einwohner
- 1987: 3585 Einwohner
- 1991: 3742 Einwohner
- 1995: 3793 Einwohner
- 2000: 3761 Einwohner
- 2005: 3851 Einwohner
- 2010: 3758 Einwohner
- 2015: 3871 Einwohner

## Geografie

### Geografische Lage
Die Gemeinde liegt im Alpenvorland in der Flussniederung des Inn. Südlich grenzt sie an den Landkreis Rosenheim und südöstlich an den Landkreis Traunstein.
Die Altmoränenlandschaft nördlich des Inntales erhebt sich bei Biburg auf bis zu 600 Meter. Sie stammt aus der vorletzten Eiszeit, wo die Gletscher knapp über das heutige Gars und Kloster Au hinweggingen.

### Gemeindegliederung
Die Gemeinde hat 103 Gemeindeteile (In Klammern ist die Postleitzahl angegeben. Alle Orte mit der Postleitzahl 83536 gehören zum postalischen Ort 83536 Gars a. Inn, die Orte mit anderen Postleitzahlen werden von der Deutschen Post als eigenständige Orte behandelt, zum Beispiel 83546 Dornhecken. Ausnahmen sind angegeben):
- Agg (83536)
- Aich (83536)
- Aign (83536)
- Au am Inn (83546)
- Babold (83536)
- Bachenöd (83536)
- Berg (83546)
- Bergholz (83536)
- Biburg (83546)
- Binstein (83536)
- Bobenstätt (83536)
- Brandstätt (83536)
- Doblmühle (83546 Au a.Inn)
- Dörfl (83536)
- Dornhecken (83546)
- Eismannsstett (83536)
- Elbrechting (83546)
- Emeln (83536)
- Ensdorf (83546)
- Frimberg (83546)
- Gaisberg (83546)
- Gänsgerbl (83536)
- Gars am Inn (83536)
- Gars-Bahnhof (83555)
- Gasteig (83536)
- Gerer (83546)
- Gern (83536)
- Giggerlsöd (83536)
- Giglberg (83536)
- Glasberg (83536)
- Graben (83536)
- Grub (83536)
- Gsellmühle (83536)
- Haas (83536)
- Haiden (83555)
- Hamberg (83536)
- Hampersberg (83536)
- Harpoint (83536)
- Haslöd (83536)
- Heuwinkl (83559)
- Hochstraß (83555)
- Höfen (83536)
- Höhenberg (83536)
- Höllthal (83546)
- Holzen (83536)
- Hopfgarten (83546)
- Hörwart (83536)
- Hub (83536)
- Huttenstätt (83536)
- Kerschbaum (83536)
- Kronberg (83546)
- Krücklham (83559)
- Lengmoos (83536)
- Lohen (83559)
- Loher (83536)
- Mailham (83555)
- Maxau (83536)
- Mayrhof (83536)
- Mittergars (83559)
- Neuhäusl (?)
- Nickl am Schopf (83536)
- Obereinöd (83546)
- Oberhart (83536)
- Oedenberg (83536)
- Osterreit (83536)
- Penstätt (83536)
- Permanöd (83536)
- Point (83536)
- Reichgreißl (83536)
- Reichhut (83536)
- Reiser (83559)
- Reisleite (83546)
- Reit (83536)
- Sachsenöd (83536)
- Sattlthambach (83546)
- Schachen (83546)
- Schafleiten (83536)
- Schneckenbichl (83536)
- Schustergraben (83536)
- Stadel (83536)
- Stampfl (83546)
- Stanzlmühle (83536)
- Stanzlöd (83536)
- Starreit (83536)
- Steinau (83546)
- Steinbach (83546 Au a.Inn)
- Straß (83536)
- Thal (83555)
- Tiefenweg (83546)
- Trescherberg (83546)
- Untereinöd (83546)
- Unterhart (83536)
- Untermödling (83546)
- Veitlipp (83536)
- Walterstätt (83536)
- Weingarten (83546)
- Wimm (83536)
- Winterberg (83546)
- Wörth (83546)
- Wüstl (83536)
- Zelten (83536)
- Zieglstadl (83536)
- Zollner (83536)

Es gibt die Gemarkungen Au am Inn, Gars am Inn, Klostergars, Lengmoos und Mittergars.

### Nachbargemeinden
- Haag
- Reichertsheim
- Aschau am Inn
- Jettenbach
- Unterreit
- Soyen

## Politik
Die Gemeinde ist Mitglied der Verwaltungsgemeinschaft Gars a. Inn.

### Gemeinderat
Die Gemeinderatswahl 2020 ergab folgende Stimmenanteile und Sitzverteilung:
| Partei/Liste                         | 2020   | 2020   |
| Partei/Liste                         | %      | Sitze  |
| ------------------------------------ | ------ | ------ |
| CSU                                  | 6,8    | 1      |
| GRÜNE                                | 16,3   | 3      |
| Freie Wählergemeinschaft Gars am Inn | 27,2   | 4      |
| Parteiloser Wählerblock Gars Bahnhof | 11,5   | 2      |
| Freie Wählergemeinschaft Au am Inn   | 12,3   | 2      |
| Freie Wählergemeinschaft Lengmoos    | 13,2   | 2      |
| Freie Wählergemeinschaft Mittergars  | 12,5   | 2      |
| Gesamt                               | 100    | 16     |
| Wahlbeteiligung                      | 65,6 % | 65,6 % |

### Bürgermeister
Bürgermeister ist Robert Otter (unabhängig). Er setzte sich am 29. März 2020 bei der Stichwahl gegen Anton Lentner (FWG Lengmoos) mit 56,5 % zu 43,5 % der Stimmen durch.

### Wappen
| Wappen von Gars am Inn | Blasonierung: „Gespalten von Silber und Rot, überdeckt mit einer schräg aufsteigenden, rot gezungten grünen Schlange.“ |
| Wappen von Gars am Inn | Wappenbegründung: Die Schlange ist wohl als Wasserschlange (Ringelnatter) zu deuten, die auf die Lage des Marktes am Inn und die Flussauen in der Umgebung anspielen soll. Die Schildfarben Silber und Rot entsprechen den Farben des Erzstifts Salzburg, dem die zum Salzburger Vogtgericht Mühldorf gehörende Hofmark Gars bis 1802 unterstand. Die hohe Gerichtsbarkeit lag jedoch beim kurbayerischen Landgericht Neumarkt. Gars hatte schon im 12. Jahrhundert Marktrechte und erhielt 1567 durch den Landesherrn, den Erzbischof von Salzburg, ein eigenes Wappen. Das erste bekannte Marktsiegel aus dem frühen 19. Jahrhundert entsprach dem Wappen; die heraldisch korrekte Spaltung wurde im Siegel später aufgegeben und die Schlange in ein leeres Feld gestellt. Dieses Wappen wird seit 1567 geführt. |

### Gemeindepartnerschaften

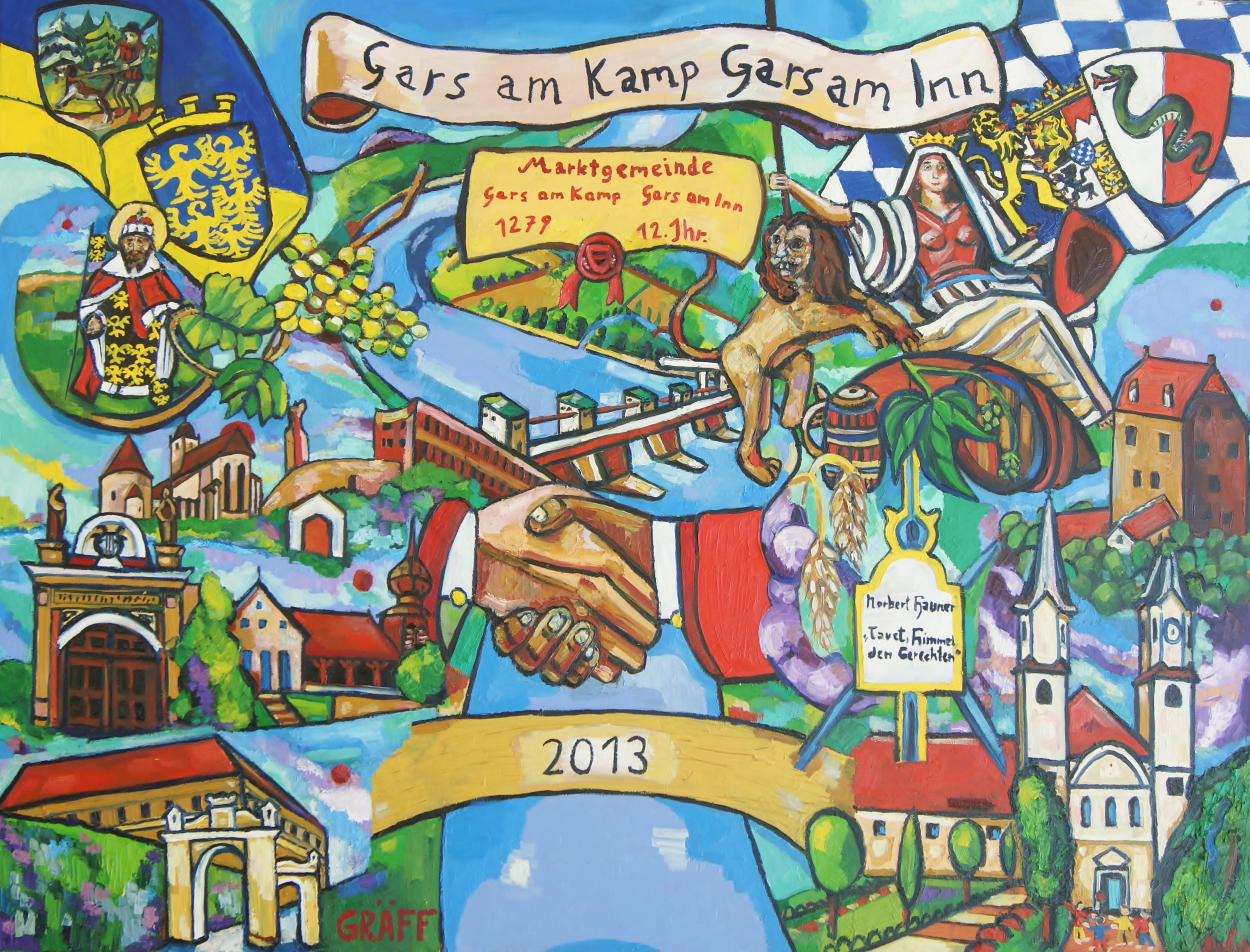
Matthias Laurenz Gräff, „Städtepartnerschaftsgemälde“ zur Städtepartnerschaft von Gars am Kamp und Gars am Inn (2013)

- Im Jahre 2013 wurde die über 50 Jahre andauernde Partnerschaft mit der österreichischen Gemeinde Gars am Kamp offiziell besiegelt, wobei Gars das „Partnerschaftsgemälde“ des österreichischen Künstlers Matthias Laurenz Gräff überreicht wurde.[24]

- Die im Jahr 1986 gegründete Gemeindepartnerschaft zwischen der französischen Gemeinde Azay-le-Ferron und Gars am Inn wurde von Kriegsveteranen getragen und geprägt. Aus Feinden wurden Freunde. Nach 22 Jahren Partnerschaftsarbeit waren die Verantwortlichen der beiden Gemeinden dann 2008 bemüht, die Identifikation mit der Europäischen Union weiter zu fördern und somit den Weg zu einer Unionsbürgerschaft zu ebnen. Von den französischen und deutschen Arbeitsgruppen wurden im August 2008 Inhalte für die weitere gemeinsame Arbeit festgelegt.

## Kultur und Sehenswürdigkeiten

### Klosterkirche

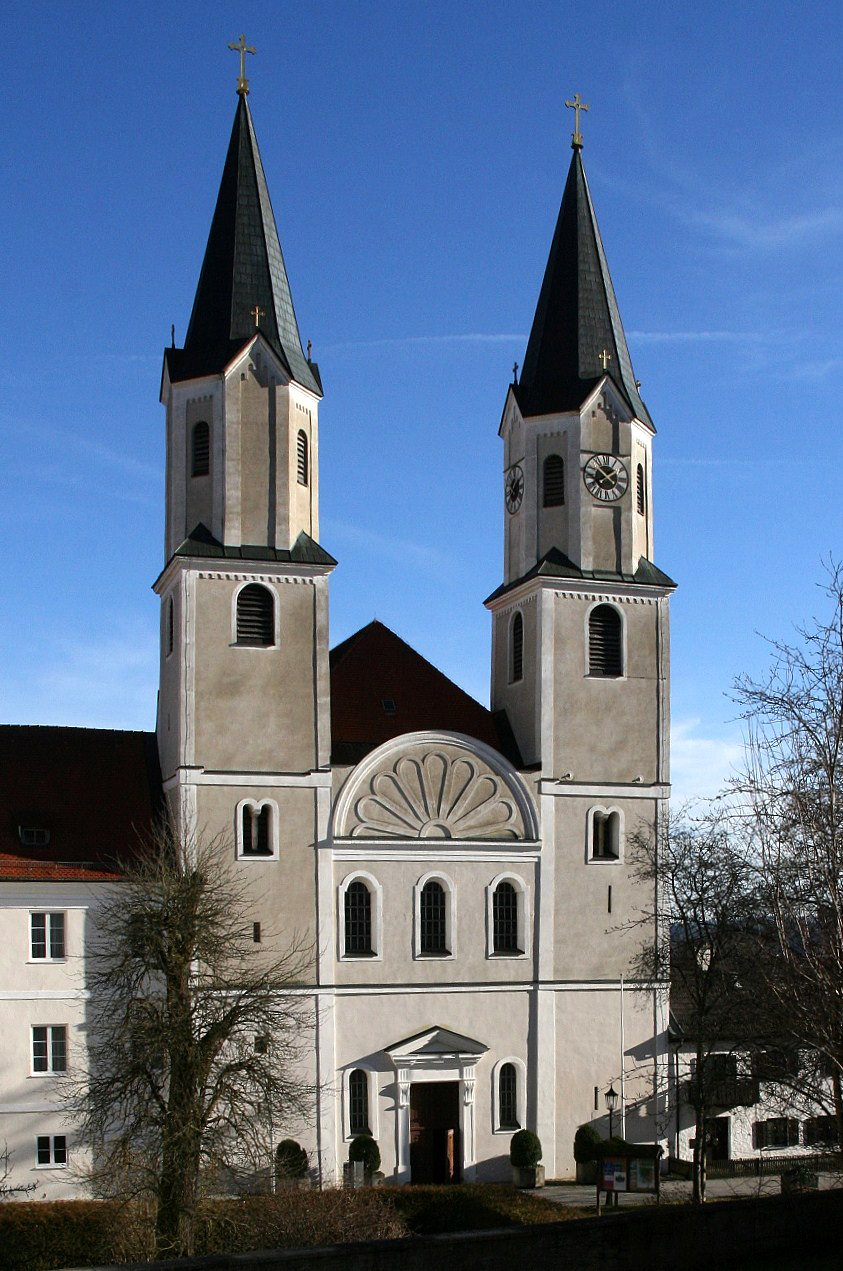
Katholische Kirche Gars am Inn

Die Klosterkirche ist eine Schöpfung der Graubündner Baumeister Giovanni Gaspare Zuccalli und Domenico Cristoforo Zuccalli (1661/62) und einer der frühesten barocken Kirchenbauten in Altbayern.

### Redemptoristenkloster
Im Jahre 1899 eröffneten die Redemptoristen in Gars am Inn ein Ordensgymnasium. Pater Kaspar Stangassinger wurde im Alter von 28 Jahren zum Seminardirektor ernannt. Doch er konnte den Schülern nur noch zum Schulbeginn die Exerzitien halten. Wenige Tage später starb er an einer Blinddarmentzündung. Am 24. April 1988 wurde er von Papst Johannes Paul II. seliggesprochen.
Im Kloster Gars lebte und wirkte von 1871 bis zu seinem Tod 1930 der berühmte Malermönch Max Schmalzl, der auch als bayerischer Fra Angelico bezeichnet wird.

### Innwerk-Siedlung
Die Innwerk-Siedlung ist eine 1938/39 erbaute Werkssiedlung für Betriebsangehörige des Innwerks. Zwölf Kleinsiedlerstellen wurden entlang der Zufahrtsstraße zur Staustufe errichtet. Es handelt sich um ein nahezu unverändert erhaltenes Ensemble nationalsozialistischen Kleinsiedlungsbaues.

### Burg Megling/Stampflschloss
Hoch über der Innschleife bei Au am Inn stehen die Reste der mittelalterlichen Burg Megling. Von dieser ist nur noch ein rechteckiger Wohnturm erhalten. Er ist in den unteren Bereichen aus Buckelquadern aus Tuffstein erbaut, an der Innenseite gibt es noch den originalen Hocheingang zu sehen. Die Bauweise ist typisch für das frühe 13. Jahrhundert. In unteren Bereich hat der Turm einige schmale Lichtscharten. Der ebenerdige Eingang ist jünger.
Die Burg ist nicht zugänglich. Unterhalb der Burg ist eine geschlossene Gaststätte, die bis in den 1960er Jahren ein beliebtes Ausflugsziel war.

## Wirtschaft und Infrastruktur

### Wirtschaft einschließlich Land- und Forstwirtschaft
Die Gemeindesteuereinnahmen betrugen im Jahr 2010 2,3 Millionen Euro, davon waren 0,6 Mill. Euro (netto) Gewerbesteuereinnahmen.
Im Jahr 2010 gab es im Bereich der Land- und Forstwirtschaft fünf, im produzierenden Gewerbe 230 und im Bereich Handel und Verkehr 117 sozialversicherungspflichtig Beschäftigte am Arbeitsort. In sonstigen Wirtschaftsbereichen waren es 386 Personen. Sozialversicherungspflichtig Beschäftigte am Wohnort gab es 1286. Im verarbeitenden Gewerbe (sowie Bergbau und Gewinnung von Steinen und Erden) gab es zwei Betriebe, im Bauhauptgewerbe zehn Betriebe.
Zudem bestanden im Jahr 2010 100 landwirtschaftliche Betriebe mit einer landwirtschaftlich genutzten Fläche von 2306 ha. Davon waren 1308 ha Ackerfläche und 995 ha Dauergrünfläche.
Seit 1938 erzeugt das 2013 erweiterte Kraftwerk Gars Strom aus Wasserkraft.

### Verkehr
Das Gemeindegebiet wird im Süden von der eingleisigen Bahnstrecke Rosenheim–Mühldorf durchquert, die von der Südostbayernbahn betrieben wird. Ein Haltepunkt befindet sich in Gars-Bahnhof.
Im Ort Gars am Inn treffen sich die Staatsstraße 2352 und die von der Bundesstraße 12 kommende Staatsstraße 2353.

### Bildung
2018 gab es folgende Einrichtungen:
- 2 Kindertagesstätten: Kinderhaus St. Antonius in Gars am Inn und Integrativer Kindergarten Au a. Inn mit zusammen 157 Betreuungsplätzen und 155 Kindern
- 2 Volksschulen: Grund- und Mittelschule mit zusammen 30 Lehrern und 433 Schülern
- Förderzentrum mit 23 Lehrern und 140 Schülern
- Gymnasien: Gymnasium Gars mit 53 Lehrern und 744 Schülern

## Persönlichkeiten
- Norbert Hauner (1743–1827), geboren in Au am Inn, war Augustiner-Chorherr, ein berühmter Kirchenkomponist und letzter Dekan des Klosters Herrenchiemsee.
- Rudolf von Smetana (1802–1871), österreichischer Redemptorist, lebte und arbeitete in Gars
- Louise Beck (1822–1879), gestorben im Kloster Gars, war eine bayerische Mystikerin, die bis zu ihrem Tod aus dem Redemptoristenkloster heraus starken Einfluss auf die bayerische Kirchenpolitik nahm.
- Sigisbert Mitterer (1891–1968), Benediktiner, Abt des Klosters Schäftlarn 1929–1963
- Bernhard Häring (1912–1998), Redemptorist, katholischer Moraltheologe, weltweit bekannt durch seine zwei Standardwerke der Moraltheologie Das Gesetz Christi (1954) und Frei in Christus (1979–1981), lebte seit 1988 in Gars am Inn.